# José Luis Agirre Beldarraín
José Luis Agirre Beldarraín (Sant Sebastià, 14 de setembre de 1965) és un exfutbolista basc, que jugava com a migcampista.

## Trajectòria esportiva
Va debutar a primera divisió amb la Reial Societat a la campanya 88/89. Durant sis temporades va formar part del planter donostiarra, tot i que va ser suplent en tot moment. La seua temporada més destacada va ser la 90/91, amb 19 partits i un gol.
L'estiu de 1994 marxa al CD Badajoz, de la Segona Divisió. Al conjunt extremeny es va fer amb la titularitat. Va disputar 78 partits en els dos anys que hi va militar al Badajoz.